# Inițiativa DHARMA
Inițiativa DHARMA este un proiect de cercetare fictiv, creat în serialul de televiziune Lost. A fost introdusă în sezonul doi, episodul Orientation. În Lost Experience, se descoperă că DHARMA este un acronim: Department of Heuristics And Research on Material Applications. Principalul beneficiar al acestei ințiative este Fundația Hanso, fondată de traficantul de arme danez Alvar Hanso.
Compania a construit 9 stații de cercetare pe și în apropierea Insulei. Majoritatea sunt sub forma unor buncăre construite sub pământ.

## Stația 2: Săgeata
Stația Săgeata a apărut prima dată în serial în episodul Celelalte 48 de zile. Nu este cunoscut obiectul de activitate al stației, deoarece când a fost descoperită de supraviețuitorii accidentului, era abandonată. Înăuntru au fost găsite un aparat de comunicație, un ochi de sticlă și o parte a filmului de orientare din Stația Lebăda, ascuns într-o biblie.

## Stația 3: Lebăda
Lebăda este prima stație descoperită de supraviețuitori. A apărut încă din primul sezon, când Locke și Boone Carlyle au găsit o trapă care ducea sub pământ. În sezonul doi este dezvăluită în întregime stația, ca fiind laboratorul în care Inițiativa DHARMA efectua cercetări legate de electromagnetism.

## Stația 4: Flacăra
Flacăra este stația de comunicații a Inițiativei DHARMA. Este dotată cu un sonar și cu tehnologii moderne care permit comunicațiile prin satelit. Este folosită pentru legături cu lumea exterioară insulei, dar și pentru comunicații cu celelalte stații. Spre deosebire de celelalte, stația Flacăra nu este situată sub pământ.

## Stația 5: Perla
Perla este laboratorul unde membrii Inițiativei DHARMA studiau psihologia. Este în principal o stație de monitorizare, având imagini din toate celelalte stații

## Stația 6: Orhideea
Stația Orhideea a apărut pentru prima dată în ultimele episoade ale sezonului 4, Nicăieri nu-i ca acasă. Inițial pare a fi o seră abandonată, dar sub această seră se află un laborator, iar în spatele acestuia mai există o cameră ascunsă, în care se află o roată uriașă, înghețată, care a fost încastrată orizontal într-un perete.

## Stația?: Hidra
Hidra este stația zoologică, aflată pe insula mică, la aproape trei kilometri de insula de bază a Inițiativei DHARMA. Stația conține o serie de cuști pentru animale, și un complex subacvatic de camere pentru cercetări asupra rechinilor și delfinilor.

## Stația?: Staful
Staful este o stație medicală, dotată cu o sală de operații și cu un salon. Într-unul dintre vestiarele din sală se află un mâner care deschide o cameră secretă în care se află instrumente medicale.

## Stația?: Oglinda
Oglinda este o stație aflată în apă, la 182 de metri de plajă, și la o adâncime de 18 metri. Este folosită pentru blocarea comunicațiilor înspre și dinspre insulă, și pentru ghidarea submarinelor la venirea spre insulă.

## Stația?: Furtuna
Furtuna este o stație folosită pentru dezvoltarea armamentului chimic. Este folosită pentru eliberarea unui gaz toxic pe tot întregul insulei.

## Stația?: Lampa
Lampa este singura stație cunoscută a Inițiativei DHARMA care nu se află pe sau în apropierea insulei. Este localizată în Los Angeles, sub o biserică, și este construită pe o pungă magnetică asemănătoare cu cea pe care se află insula. Este folosită de Inițiativa DHARMA pentru găsirea insulei, din cauza mișcării acesteia în timp și spațiu. Cercetătorii Inițiativei au găsit o formulă prin care să determine poziția insulei la o anumită perioadă de timp.